# Gródek-Kolonia (województwo lubelskie)
Gródek-Kolonia – kolonia w Polsce położona w województwie lubelskim, w powiecie tomaszowskim, w gminie Jarczów.
| SIMC    | Nazwa      | Rodzaj    |
| ------- | ---------- | --------- |
| 1024994 | Górki      | część wsi |
| 1025150 | Poprzeczka | część wsi |

W latach 1975–1998 miejscowość administracyjnie należała do województwa zamojskiego.
Kolonia jest sołectwem w gminie Jarczów. Według Narodowego Spisu Powszechnego z roku 2011 kolonia liczyła 143 mieszkańców.
Wierni Kościoła rzymskokatolickiego należą do parafii św. Anny w Gródku.

## Historia
Wieś powstała ok. 1900 roku na terenie gruntów dworskich wyprzedawanych w ręce włościan. W czasie I wojny światowej była świadkiem potyczek granicznych pomiędzy wojskiem Austro-Węgier i Carskiej Rosji. Na terenie wsi zginęło wtedy kilku żołnierzy. W czasie pierwszej bitwy pod Komarowem, na terenie wsi została rozbita przez artylerie austriacka kuchnia polowa.
Kilkunastu mieszkańców wsi walczyło w ochotniczych oddziałach w czasie wojny w 1920 roku, między innymi Jan Iwanicki oraz T.Kraczek. Podczas drugiej wojny światowej wieś została częściowo wysiedlona przez kolonistów niemieckich. Po wyzwoleniu w 1944 przez Armię Czerwoną, okolica stała się miejscem prześladowań ze strony NKWD, do więzienia w Tomaszowie Lubelskim tzw. „Smoczej Jamy” trafiło wielu partyzantów z AK.
Na przyległych do wsi polach znajdują się kurhany. W czasie wykopalisk odnaleziono tam bogato wyposażony grób wojownika, datowany na około 4 tys. lat. We wsi znajdują się także ślady po cmentarzysku całopalnym w postaci fragmentów ceramiki, znajdowanych na okolicznych polach. Widać także pozostałości po grodzisku, na terenie którego znajdował się później dwór należący m.in. do rodziny Bilińskich. Do dziś przetrwały elementy lochów niewiadomego pochodzenia. Opodal dworu znajdował się połączony z nim drewnianym mostem folwark. Na terenie dzisiejszych łąk niegdyś znajdowało się jezioro, które powstało po spiętrzeniu, na potrzeby młyna, rzeki Huczwy.